# Robert Daigneault
Robert Daigneault (* 1940 in Hamilton/Ontario) ist ein kanadischer Komponist.

## Leben
Daigneault studierte am Konservatorium von Toronto. Als Composer in Residence des Toronto Dance Theatre komponierte er fünfzehn Ballettmusiken für das Ensemble. Er erhielt u. a. Kompositionsaufträge des Canada Council, und des Ontario Arts Council und schrieb Werke für Musiker wie die Elmer Iseler Singers, den Guelph Chamber Choir, das Galliard Ensemble, das Toronto Percussion Ensemble und Terry Helmer vom Orford String Quartet. Seine Kompositionen wurden in Nordamerika und Europa, im Hörfunk und Fernsehen aufgeführt und auf LPs aufgenommen. Die Guleph Chamber Singers interpretierten auf der CD Ghosts of summer’s passing drei Chorwerke Daigneaults nach Texten von John McCrae.
Ausgehend von kleinen Klavierstücken näherte sich Daigneault der Musique concrète und schuf multimediale Werke mit Malern, Bildhauern, Fotografen, Lyrikern und anderen Musikern. Mit dem Maler Gord Rayner und dem Toronto Dance Theatre produzierte er das Stück Painters and the Dance, das im St. Lawrence Centre in Toronto und am National Arts Centre in Ottawa aufgeführt wurde. Für das Guelph Spring Festival schuf er mit dem Maler Paul Fournier Bridges. Mit der Geigerin und Komponistin Lorna Glover und der Pianistin Valerie Nichol tourte er durch Ontario.